# Beisug (Víselki, Krasnodar)
Beisug (del ruso: Бейсу́г) es un posiólok del raión de Víselki del krai de Krasnodar, en Rusia. Está situado a orillas del río Beisug, 19 km al nordeste de Víselki y 96 km al nordeste de Krasnodar, la capital del krai. Tenía 2 480 habitantes en 2010
Es cabeza del municipio Beisúgskoye, al que pertenecen asimismo Aleksandronévskaya y Novodonétskaya.

## Historia
El posiólok fue fundado oficialmente en 1875 con la construcción del ferrocarril Tijoretsk - Ekaterinodar.

## Transporte
Cuenta con una estación (Bursak, en honor al atamán Fiódor Bursak) en el ferrocarril Tijoretsk - Krasnodar.